# Super Smash 2019/20
Der Super Smash 2019/20 ist die 14. Saison der auch als HRV Cup bezeichneten neuseeländischen Twenty20-Cricket-Meisterschaft und wird vom 14. Dezember 2019 bis zum 19. Januar 2020 ausgetragen. Dabei nehmen die traditionellen First-Class-Teams, die neuseeländische Distrikte repräsentieren, an dem Turnier teil. Im Finale konnten sich die Wellington Firebirds gegen die Auckland Aces mit 22 Runs durchsetzen.

## Mannschaften
Am Wettbewerb nahmen die Mannschaften der sechs neuseeländischen nationalen First-Class Teams teil:
| Franchise            | Region                                                                                | Heimstadion     |
| -------------------- | ------------------------------------------------------------------------------------- | --------------- |
| Auckland Aces        | Auckland                                                                              | Eden Park       |
| Canterbury Kings     | Canterbury                                                                            | Hagley Oval     |
| Central Stags        | südliche Distrikte der Nordinsel ohne Wellington und nördliche Distrikte der Südinsel | McLean Park     |
| Northern Knights     | nördliche Distrikte der Nordinsel ohne Auckland                                       | Seddon Park     |
| Otago Volts          | südliche Distrikte der Südinsel                                                       | University Oval |
| Wellington Firebirds | Wellington                                                                            | Basin Reserve   |

## Gruppenphase
Tabelle
| Teams                | Sp. | S | N | NR | P  | RR     |
| -------------------- | --- | - | - | -- | -- | ------ |
| Wellington Firebirds | 10  | 6 | 4 | 0  | 24 | +0.508 |
| Otago Volts          | 10  | 5 | 4 | 1  | 22 | +0.465 |
| Auckland Aces        | 10  | 4 | 4 | 2  | 20 | −0.232 |
| Central Stags        | 10  | 4 | 5 | 1  | 18 | +0.377 |
| Canterbury Kings     | 10  | 4 | 5 | 1  | 18 | −0.189 |
| Northern Knights     | 10  | 4 | 5 | 1  | 18 | −1.008 |

| Qualifikation direkt für das Finale |
| Qualifikation für das Halbfinale    |
| ----------------------------------- |

Spiele
| 13. Dezember Scorecard | Napier | Central Stags 221-5 (20)           | – | Northern Knights 101 (13.5) |
|                        |        | Central Stags gewinnt mit 120 Runs |   |                             |

| 14. Dezember Scorecard | Auckland | Otago Volts 210-6 (20)          | – | Auckland Aces 197-5 (20) |
|                        |          | Otago Volts gewinnt mit 13 Runs |   |                          |

| 15. Dezember Scorecard | Christchurch | Canterbury Kings 120 (19.4)                | – | Wellington Firebirds 130-4 (18.4) |
|                        |              | Wellington Firebirds gewinnt mit 6 Wickets |   |                                   |

| 16. Dezember Scorecard | Hamilton | Otago Volts 198-9 (20)          | – | Northern Knights 155 (19.4) |
|                        |          | Otago Volts gewinnt mit 43 Runs |   |                             |

| 17. Dezember Scorecard | Christchurch | Canterbury Kings 72-1 (8) | – | Auckland Volts |
|                        |              | No Result                 |   |                |

| 18. Dezember Scorecard | Wellington | Central Stags 183-6 (20)          | – | Wellington Firebirds 159-9 (20) |
|                        |            | Central Stags gewinnt mit 24 Runs |   |                                 |

| 19. Dezember Scorecard | Dunedin | Otago Volts 55-2 (7.4) | – | Auckland Aces |
|                        |         | No Result              |   |               |

| 20. Dezember Scorecard | Hamilton | Central Stags 149-9 (20) | – | Northern Knights |
|                        |          | No Result                |   |                  |

| 21. Dezember Scorecard | Wellington | Wellington Firebirds 182-1 (20)        | – | Otago Volts 181-4 (20) |
|                        |            | Wellington Firebirds gewinnt mit 1 Run |   |                        |

| 22. Dezember Scorecard | Hamilton | Northern Knights 195-5 (20)          | – | Auckland Aces 167-8 (20) |
|                        |          | Northern Knights gewinnt mit 28 Runs |   |                          |

| 23. Dezember Scorecard | Napier | Canterbury Kings 164-8 (20)          | – | Central Stags 134-9 (20) |
|                        |        | Canterbury Kings gewinnt mit 30 Runs |   |                          |

| 27. Dezember Scorecard | New Plymouth | Wellington Firebirds 196-8 (20)          | – | Central Stags 154 (18.1) |
|                        |              | Wellington Firebirds gewinnt mit 42 Runs |   |                          |

| 28. Dezember Scorecard | New Plymouth | Auckland Aces 210-4 (20)         | – | Central Stags 208-7 (20) |
|                        |              | Auckland Aces gewinnt mit 2 Runs |   |                          |

| 29. Dezember Scorecard | Alexandra | Northern Knights 179-8 (20)       | – | Otago Volts 185-4 (20) |
|                        |           | Otago Volts gewinnt mit 6 Wickets |   |                        |

| 30. Dezember Scorecard | Auckland | Auckland Aces 133-9 (20)                   | – | Wellington Firebirds 137-3 (18.3) |
|                        |          | Wellington Firebirds gewinnt mit 7 Wickets |   |                                   |

| 30. Dezember Scorecard | Alexandra | Otago Volts 190-5 (20)          | – | Canterbury Kings 139 (18.5) |
|                        |           | Otago Volts gewinnt mit 51 Runs |   |                             |

| 1. Januar Scorecard | Auckland | Canterbury Kings 194-3 (20)         | – | Auckland Aces 195-3 (19.3) |
|                     |          | Auckland Aces gewinnt mit 7 Wickets |   |                            |

| 1. Januar Scorecard | Mount Maunganui | Wellington Firebirds 161-8 (20)        | – | Northern Knights 162-5 (19) |
|                     |                 | Northern Knights gewinnt mit 5 Wickets |   |                             |

| 2. Januar Scorecard | Napier | Otago Volts 184-7 (20)              | – | Central Stags 186-5 (19) |
|                     |        | Central Stags gewinnt mit 5 Wickets |   |                          |

| 3. Januar Scorecard | Wellington | Wellington Firebirds 188-4 (20)          | – | Northern Knights 136 (18.3) |
|                     |            | Wellington Firebirds gewinnt mit 52 Runs |   |                             |

| 4. Januar Scorecard | Auckland | Central Stags 138-8 (20)            | – | Auckland Aces 141-6 (20) |
|                     |          | Auckland Aces gewinnt mit 4 Wickets |   |                          |

| 5. Januar Scorecard | Christchurch | Northern Knights 219-7 (20)            | – | Canterbury Kings 222-3 (18.5) |
|                     |              | Canterbury Kings gewinnt mit 7 Wickets |   |                               |

| 6. Januar Scorecard | Dunedin | Otago Volts 168-5 (20)                      | – | Wellington Firebirds 169-0 (16.3) |
|                     |         | Wellington Firebirds gewinnt mit 10 Wickets |   |                                   |

| 7. Januar Scorecard | Christchurch | Central Stags 181-8 (20)          | – | Canterbury Kings 164-8 (20) |
|                     |              | Central Stags gewinnt mit 17 Runs |   |                             |

| 9. Januar Scorecard | Wellington | Canterbury Kings 148-8 (20)         | – | Wellington Firebirds 145-9 (20) |
|                     |            | Canterbury Kings gewinnt mit 3 Runs |   |                                 |

| 10. Januar Scorecard | Auckland | Auckland Aces 170-7 (20)               | – | Northern Knights 173-7 (19) |
|                      |          | Northern Knights gewinnt mit 3 Wickets |   |                             |

| 11. Januar Scorecard | Dunedin | Central Stags 139-6 (20)          | – | Otago Volts 141-1 (17.3) |
|                      |         | Otago Volts gewinnt mit 9 Wickets |   |                          |

| 12. Januar Scorecard | Mount Maunganui | Canterbury Kings 154-7 (20)            | – | Northern Knights 156-5 (19.4) |
|                      |                 | Northern Knights gewinnt mit 5 Wickets |   |                               |

| 12. Januar Scorecard | Wellington | Wellington Firebirds 165-7 (20)     | – | Auckland Aces 166-4 (18) |
|                      |            | Auckland Aces gewinnt mit 6 Wickets |   |                          |

| 14. Januar Scorecard | Christchurch | Otago Volts 167-5 (20)                 | – | Canterbury Kings 168-4 (18.5) |
|                      |              | Canterbury Kings gewinnt mit 6 Wickets |   |                               |

## Playoffs

### Halbfinale
| 17. Januar Scorecard | Dunedin | Otago Volts 174-8 (20)              | – | Auckland Aces 178-7 (19.5) |
|                      |         | Auckland Aces gewinnt mit 3 Wickets |   |                            |

### Finale
| 19. Januar Scorecard | Wellington | Wellington Firebirds 168-7 (20)          | – | Auckland Aces 146-9 (20) |
|                      |            | Wellington Firebirds gewinnt mit 22 Runs |   |                          |